# Eupithecia illaborata
Eupithecia illaborata är en fjärilsart som beskrevs av Karl Dietze 1903. Eupithecia illaborata ingår i släktet Eupithecia och familjen mätare. Inga underarter finns listade i Catalogue of Life.